# Mercedes Lackey
Pour les articles homonymes, voir Lackey.
Œuvres principales
- Cycle Les Hérauts de Valdemar

Mercedes Lackey, née le 24 juin 1950 à Chicago dans l'Illinois, est une romancière et nouvelliste américaine.

## Biographie
Mercedes Lackey est née le 24 juin 1950 à Chicago. Elle a découvert la science-fiction vers l'âge de 10 ou 11 ans avec un livre de James H. Schmitz, puis avec Andre Norton. Mercedes Lackey a toujours plaisanté sur les difficultés qu'elle avait pour trouver assez de livres intéressants dans les bibliothèques publiques pour satisfaire ses envies de lecture. Elle commença donc à écrire, d'abord pour elle-même et sans but précis, jusqu'à son entrée à l'université Purdue (Indiana, États-Unis). Elle en sortit diplômée en 1972. Elle fut d'abord publiée dans des fanzines et Marion Zimmer Bradley a inclus une de ses nouvelles dans une de ses anthologies.
Auteur prolifique dans des genres très différents (policier, nouvelles, science-fiction, entre autres), ayant collaboré avec différents auteurs, tels Piers Anthony, Anne McCaffrey ou encore Marion Zimmer Bradley, elle a connu la notoriété grâce au cycle des Hérauts de Valdemar. 
Dans cette longue saga de science fantasy (plus de 25 volumes depuis 1987), les hérauts sont les protecteurs d'un pays menacé par les forces de sorciers maléfiques. Ils sont aidés dans leur tâche par les compagnons, chevaux blancs magiques dans lesquels se réincarnent les âmes des plus braves hérauts. Ce cycle fait également partie de la Romantic fantasy.
Elle est l'épouse de Larry Dixon, qui a d'ailleurs collaboré à ses derniers livres.

### Style
Si son écriture se distingue par sa fluidité, on peut lui reprocher des histoires souvent trop manichéennes, avec des « méchants » un peu basiques.

## Œuvres

### CycleLes Hérauts de Valdemar
(par ordre chronologique, et non par ordre de parution)

#### Trilogie de la guerre des mages
Cette série est coécrite avec Larry Dixon.
1. Le Griffon noir, Pocket, coll. « Science-fiction », 2001 ((en) The Black Gryphon, 1994)  (ISBN 2-266-08874-2)Réédition Milady, 2009 (ISBN 978-2-8112-0099-2)
2. Le Griffon blanc, Pocket, coll. « Science-fiction », 2001 ((en) The White Gryphon, 1995)  (ISBN 2-266-08875-0)Réédition Milady, 2009 (ISBN 978-2-8112-0100-5)
3. Le Griffon d'argent, Pocket, coll. « Science-fiction », 2002 ((en) The Silver Gryphon, 1996)  (ISBN 2-266-08876-9)Réédition Milady, 2009 (ISBN 978-2-8112-0101-2)

#### The Founding of Valdemar
1. (en) Beyond, 2021
2. (en) Into the West, 2022
3. (en) Valdemar, 2023

#### Trilogie du dernier Héraut-mage
1. La Proie de la magie, Pocket, coll. « Science-fiction », 1997 ((en) Magic's Pawn, 1989)  (ISBN 2-266-06592-0)Réédition Milady, 2010 (ISBN 978-2-8112-0218-7)
2. Les Promesses de la magie, Pocket, coll. « Science-fiction », 1998 ((en) Magic's Promise, 1990)  (ISBN 2-266-06593-9)Réédition Milady, 2010 (ISBN 978-2-8112-0219-4)
3. Le Prix de la magie, Pocket, coll. « Science-fiction », 1998 ((en) Magic's Price, 1990)  (ISBN 2-266-06594-7)Réédition Milady, 2010 (ISBN 978-2-8112-0220-0)

#### The Collegium's Chronicles
1. (en) Foundation, 2008
2. (en) Intrigues, 2010
3. (en) Changes, 2011
4. (en) Redoubt, 2012
5. (en) Bastion, 2013

#### The Herald Spy
1. (en) Closer to Home, 2014
2. (en) Closer to the Heart, 2015
3. (en) Closer to the Chest, 2016

#### Family Spies
1. (en) The Hills Have Spies, 2018
2. (en) Eye Spy, 2019
3. (en) Spy, Spy Again, 2020

#### The Story of Lavan Firestorm
1. (en) Brightly Burning, 2000

#### Trilogie des serments et de l'honneur
1. Sœurs de sang, Pocket, coll. « Science-fiction », 1995 ((en) Oathbound, 1988)  (ISBN 2-266-06590-4)Réédition Milady, 2009 (ISBN 978-2-8112-0140-1)
2. Les Parjures, Pocket, coll. « Science-fiction », 1995 ((en) Oathbreakers, 1989)  (ISBN 2-266-06591-2)Réédition Milady, 2009 (ISBN 978-2-8112-0141-8)
3. (en) Oathblood, 1998

#### Duologie de l'exilé
1. L'Honneur de l'exilé, Bragelonne, 2011 ((en) Exile's Honor, 2002)  (ISBN 978-2-35294-472-0)
2. La Vaillance de l'exilé, Bragelonne, 2011 ((en) Exile's Valor, 2003)  (ISBN 978-2-35294-510-9)

#### The Story of Herald Skif
1. (en) Take a Thief, 2001

#### Trilogie des Hérauts de Valdemar
1. Les Flèches de la reine, Pocket, coll. « Science-fiction », 1996 ((en) Arrows of the Queen, 1987)  (ISBN 2-266-06990-X)Réédition Milady, 2008 (ISBN 978-2-8112-0051-0)
2. L'Envol de la flèche, Pocket, coll. « Science-fiction », 1996 ((en) Arrow's Flight, 1987)  (ISBN 2-266-06991-8)Réédition Milady, 2008 (ISBN 978-2-8112-0052-7)
3. La Chute de la flèche, Pocket, coll. « Science-fiction », 1997 ((en) Arrow's Fall, 1988)  (ISBN 2-266-06998-5)Réédition Milady, 2008 (ISBN 978-2-8112-0053-4)

#### Légende de Kerowyn
1. Par le fer, Pocket, coll. « Science-fiction », 1999 ((en) By the Sword, 1991)  (ISBN 2-266-08867-X)Réédition Milady, 2009 (ISBN 978-2-8112-0142-5)

#### Trilogie des vents
1. Les Vents du destin, Pocket, coll. « Science-fiction », 1999 ((en) Winds of Fate, 1991)  (ISBN 2-266-08868-8)Réédition Milady, 2011 (ISBN 978-2-8112-0478-5)
2. Les Vents du changement, Pocket, coll. « Science-fiction », 2000 ((en) Winds of Change, 1992)  (ISBN 2-266-08869-6)Réédition Milady, 2011 (ISBN 978-2-8112-0479-2)
3. Les Vents furieux, Pocket, coll. « Science-fiction », 2000 ((en) Winds of Fury, 1993)  (ISBN 2-266-08870-X)Réédition Milady, 2011 (ISBN 978-2-8112-0480-8)

#### Trilogie des tempêtes
1. L'Annonce des tempêtes, Pocket, coll. « Science-fiction », 2003 ((en) Storm Warning, 1994)  (ISBN 2-266-08871-8)Réédition Milady, 2011 (ISBN 978-2-8112-0508-9)
2. L'Arrivée des tempêtes, Pocket, coll. « Science-fiction », 2003 ((en) Storm Rising, 1995)  (ISBN 2-266-08872-6)Réédition Milady, 2011 (ISBN 978-2-8112-0509-6)
3. Au cœur des tempêtes, Pocket, coll. « Science-fiction », 2004 ((en) Storm Breaking, 1996)  (ISBN 2-266-08873-4)Réédition Milady, 2011 (ISBN 978-2-8112-0510-2)

#### Darian's Tale
Cette série est coécrite avec Larry Dixon.
1. (en) Owlfight, 1997
2. (en) Owlsight, 1998
3. (en) Owlknight, 1999

#### Kelvren's Saga
Cette série est coécrite avec Larry Dixon.
1. (en) Gryphon in Light, 2023
2. (en) Gryphon’s Valor, 2024

#### Recueils de nouvelles
- (en) Sword of Ice and Other Tales of Valdemar, 1997
- (en) Sun in Glory and Other Tales of Valdemar, 2003
- (en) Crossroads and Other Tales of Valdemar, 2005
- (en) Moving Targets and Other Tales of Valdemar, 2008
- (en) Changing the World: All-New Tales of Valdemar, 2009
- (en) Finding the Way and Other Tales of Valdemar, 2010
- (en) Under the Vale and Other Tales of Valdemar, 2011
- (en) No True Way: All-New Tales of Valdemar, 2014

#### Guide
- (en) The Valdemar Companion, 1990

Il existe également un livre-guide de la série des Héraults de Valdemar : The Valdemar Companion, édité par John Helfers et Denise Little.

### SérieBedlam's Bard
1. (en) Knight of Ghosts and Shadows, 1990Écrit avec Ellen Beeman.
2. (en) Summoned to Tourney, 1992Écrit avec Ellen Beeman.
3. (en) Beyond World's End, 2001Écrit avec Rosemary Edghill.
4. (en) Spirits White as Lightning, 2001Écrit avec Rosemary Edghill.
5. (en) Mad Maudlin, 2003Écrit avec Rosemary Edghill.
6. (en) Music to My Sorrow, 2005Écrit avec Rosemary Edghill.

Le troisième tome de la série, Bedlam Boyz, a été écrit par Ellen Beeman.

### SérieWing Commander
1. (en) Freedom Flight, 1992Écrit avec Ellen Beeman.

Les autres tomes de la série ont été écrits par William R. Forstchen, Christopher Stasheff, Andrew Keith et Ben Ohlander.

### SérieElemental Masters
1. (en) The Serpent's Shadow, 2001
2. (en) The Gates of Sleep, 2002
3. (en) Phoenix and Ashes, 2004
4. (en) The Wizard of London, 2005
5. (en) Reserved for the Cat, 2007
6. (en) Unnatural Issue, 2011
7. (en) Home from the Sea, 2012
8. (en) Steadfast, 2013
9. (en) Blood Red, 2014
10. (en) From a High Tower, 2015
11. (en) A Study in Sable, 2016
12. (en) A Scandal in Battersea, 2017
13. (en) The Bartered Brides, 2018
14. (en) The Case of the Spellbound Child, 2019
15. (en) Jolene, 2020
16. (en) The Silver Bullets of Annie Oakley, 2022
17. (en) Miss Amelia’s List, 2024

### Romans indépendants
- (en) If I Pay Thee Not in Gold, 1993Écrit avec Piers Anthony.
- Tigre, feu et flamme, 1997 ((en) Tiger Burning Bright, 1995)Écrit avec Andre Norton et Marion Zimmer Bradley.
- (en) The River's Gift, 1999
- (en) Gwenhwyfar: The White Spirit, 2009
- (en) Dead Reckoning, 2012Écrit avec Rosemary Edghill.
- (en) Reboots, 2015Écrit avec Cody Martin.
- (en) Mage Storms, 2015

### Recueils de nouvelles
- (en) Fiddler Fair, 1998
- (en) Werehunter, 1998
- (en) Trio of Sorcery, 2010

### Autres
Ses autres livres (dont au moins deux longues séries) n'ont pas été traduits, pour une bibliographie plus complète, reportez-vous à la page anglaise.